# Catastrophe de Chéché
La catastrophe de Chéché (portugais : Desastre do Cheche) est un incident survenu le 6 février 1969 au cours de la guerre coloniale portugaise en Guinée portugaise (aujourd'hui la Guinée-Bissau) lors duquel près de cinquante soldats portugais sont morts en traversant le rio Corubal.

## Contexte
Lorsque le brigadier António de Spínola est arrivé en Guinée en 1968 en tant que gouverneur et commandant en chef, il a décidé d'évacuer les troupes portugaises dans l'est du pays, peu peuplé et sans valeur stratégique. Le camp de Madina do Boe était encerclé et souffrait d'attaques constantes de la part des guérilleros du Parti africain pour l'indépendance de la Guinée et du Cap-Vert (PAIGC) d'Amílcar Cabral,. La position était intenable. Il a été occupé par les forces du PAIGC le jour même où les Portugais l'ont évacué. La force en retraite comprenait la compagnie Caçadores ("Chasseurs") 1790, commandée par le capitaine José Aparício, des troupes de la compagnie 2405 et la milice guinéenne.
Le déplacement des troupes, des véhicules et du matériel sur 22 kilomètres à Chéché (en), sur la rive sud du rio Corubal, a été une opération difficile mais a été menée à bien. Dans l'après-midi du 5 février 1969, la force a commencé à utiliser deux bacs pour traverser le fleuve du sud au nord. Avec des voyages répétés, 100 tonnes de matériel et de munitions, 28 véhicules lourds et environ 500 hommes ont fait la traversée. Les bacs étaient des radeaux d'environ 4 mètres sur 6. Les plates-formes en bois étaient soutenues par des canots et des barils diesel vides et tirées par un bateau avec un moteur hors-bord.

## Incident

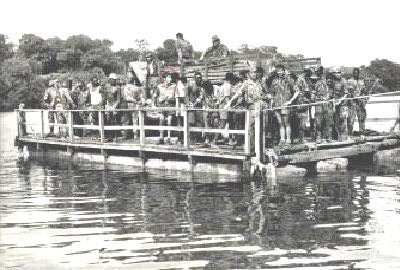
Un des bacs utilisés pour l'opération.

Au petit matin du 6 février, il ne restait plus que l'arrière-garde de 100 à 120 hommes sur la rive sud. Ces hommes se sont tous entassés sur un radeau pour effectuer la dernière traversée. Au milieu de la rivière, le radeau a basculé d'un côté, jetant plusieurs hommes à l'eau, puis a basculé de l'autre côté, jetant plus d'hommes à l'eau. Le radeau était sérieusement surchargé, avec un poids mal réparti.
Le basculement peut avoir été déclenché par une explosion créant une panique. Cependant, un survivant dit qu'il n'y a pas eu de tirs et un autre a souligné que les troupes étaient habituées aux tirs de mortier et n'auraient pas réagi. Une autre possibilité est que le bateau tirant le radeau a accéléré trop vite.
Vêtus de bottes et d'uniformes, alourdis d'armes et de munitions, de nombreux hommes ont coulé immédiatement. Lorsque le radeau atteignit l'autre rive, l'étendue du désastre fut réalisée : 47 soldats portugais et cinq miliciens guinéens de la garnison de Madina do Boe étaient morts.

## Conséquences
Environ deux semaines plus tard, une opération a été lancée en utilisant des marines et des plongeurs de la marine pour tenter de récupérer les corps, qui étaient déjà dans un état de décomposition avancé. Beaucoup n'ont pas été récupérés ; ceux qui l'ont été ont reçu un enterrement militaire officiel au bord de la rivière.
En février 2010, une équipe de chercheurs de la Faculté des sciences et de la technologie de l'Université de Coimbra a exhumé et tenté d'identifier les corps de quinze à dix-sept soldats qui avaient été enterrés dans une fosse commune à 300 mètres de la rivière. Les squelettes étaient en mauvais état en raison des niveaux d'humidité très élevés, ce qui compliquait le travail de séparation et d'identification. L'exhumation a été promue par la Ligue des Combattants du Portugal (Liga dos Combatentes de Portugal) dans le cadre d'un programme appelé "Conservation des Souvenirs",.